# Euphyia flavidula
Euphyia flavidula là một loài bướm đêm trong họ Geometridae.